# Hrabstwo Ventura
Hrabstwo Ventura (ang. Ventura County) – hrabstwo w stanie Kalifornia w Stanach Zjednoczonych. Obszar całkowity hrabstwa obejmuje powierzchnię 2208,20 mil² (5719,21 km²). Według szacunków United States Census Bureau w roku 2009 miało 802 983 mieszkańców.
Hrabstwo powstało w 1873 roku. 
Na jego terenie znajdują się:
- miejscowości – Camarillo, Fillmore, Moorpark, Ojai, Oxnard, Port Hueneme, Santa Paula, Simi Valley, Thousand Oaks, Ventura,
- CDP – Bell Canyon, Casa Conejo, Channel Islands Beach, El Rio, Lake Sherwood, Meiners Oaks, Mira Monte, Oak Park, Oak View, Piru, Santa Rosa Valley, Santa Susana, Saticoy.